# Odontomyia microcera
Odontomyia microcera är en tvåvingeart som först beskrevs av Seguy 1930.  Odontomyia microcera ingår i släktet Odontomyia och familjen vapenflugor.
Artens utbredningsområde är Marocko. Inga underarter finns listade i Catalogue of Life.